# Villa Becker

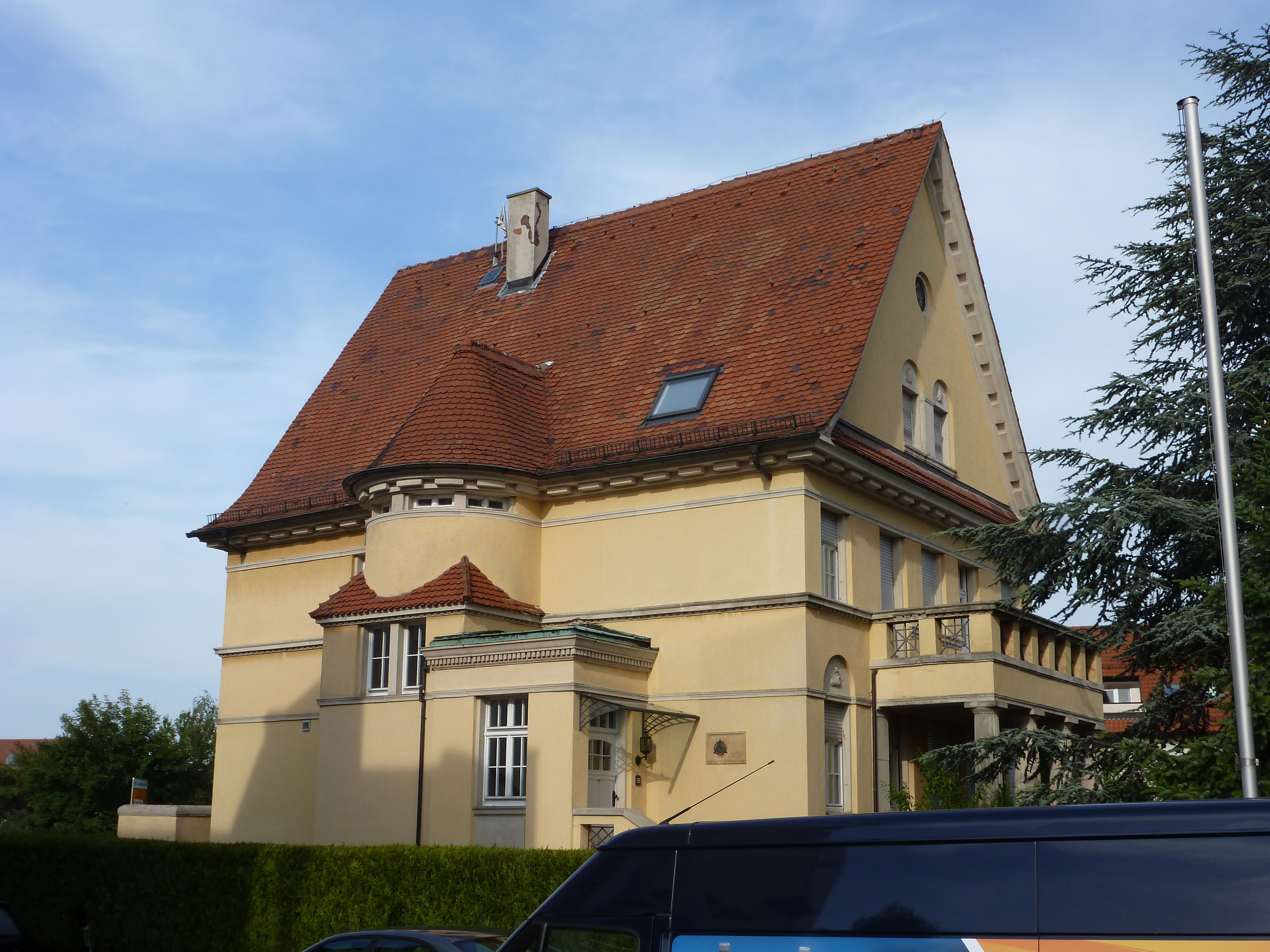
Villa Becker in Pforzheim

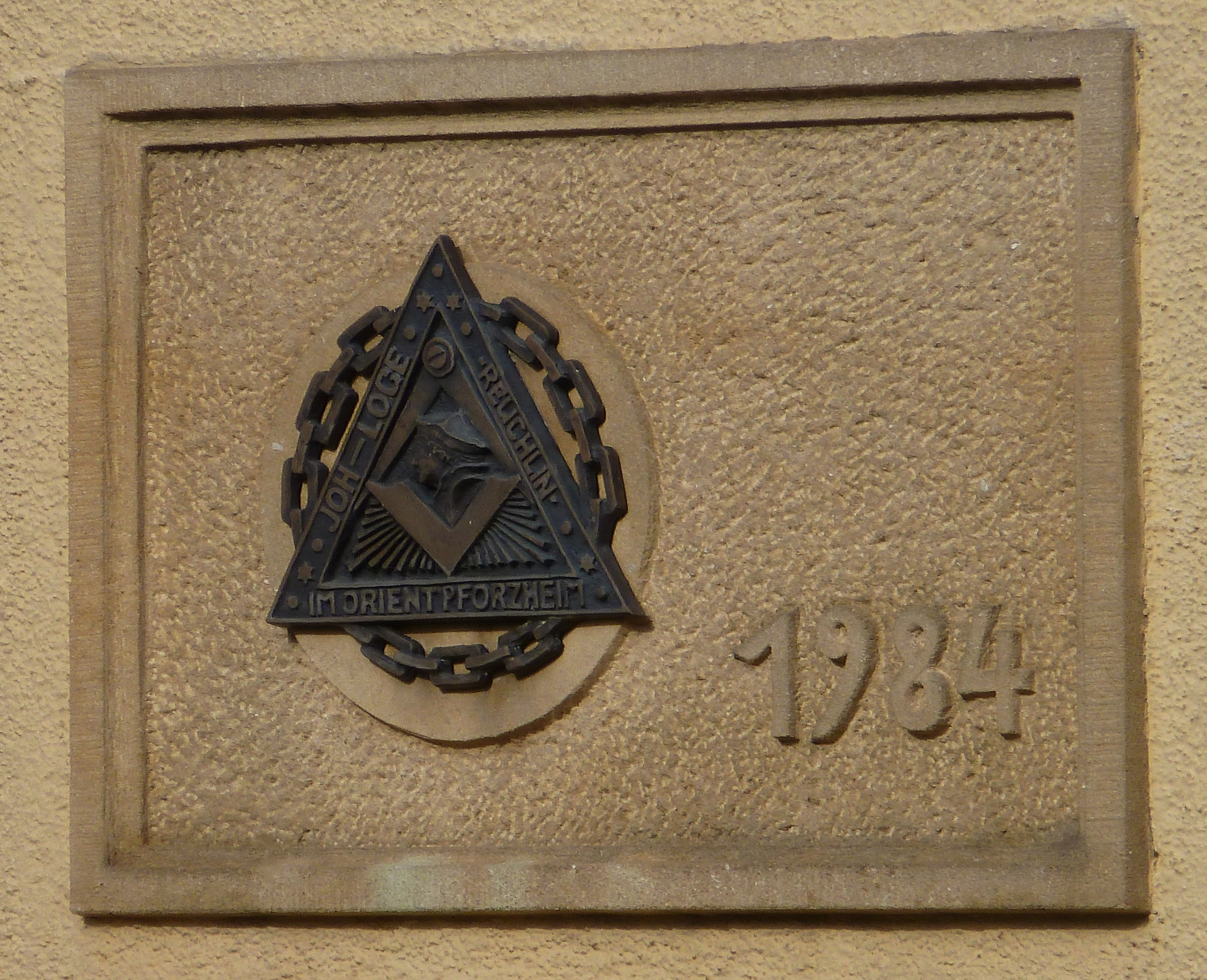
Schild der Freimaurerloge Reuchlin

Die Villa Becker ist eine Villa auf der Wilferdinger Höhe im Nordwesten von Pforzheim. Seit 1985 dient sie als Logenhaus der Freimaurerloge Reuchlin i.O. Pforzheim.

## Geschichte
Erbaut wurde die Villa Becker 1913 für den Privatier Karl Friedrich Staib. Er betrieb hier während des Ersten Weltkrieges das Café Lindenhof. 
In den 1920er Jahren erwarb der Schmuckfabrikant Wilhelm Becker die Villa und machte sie zu seinem Wohnhaus. Nach ihm ist das Gebäude benannt. Becker gewann besondere Bedeutung für Pforzheim, als er im April 1945 zum kommissarischen Oberbürgermeister ernannt wurde. In dieser Zeit diente die Villa als provisorisches Rathaus, da man andernorts nach der großflächigen Zerstörung Pforzheims keine geeigneten Räume finden konnte. 
Im Jahre 1983 erwarb die Freimaurerloge Reuchlin das stark heruntergekommene Gebäude und restaurierte es in den Jahren 1985–1989 fast vollständig in Eigenarbeit. Neben der Nutzung als Logenhaus der Freimaurerloge Reuchlin veranstaltet der Verein zur Förderung der Erhaltung des Baudenkmals Villa Becker in Pforzheim in unregelmäßigen Abständen kulturelle Veranstaltungen in der Villa Becker.